# Mariana Cușnir
Mariana Cușnir (n. 25 mai 1981) este o juristă din Republica Moldova, deputat în  legislatura 2021-2025 a Parlamentului Republicii Moldova, reprezentantă a Partidului Acțiune și Solidaritate (PAS).

## Biografie
Cușnir a absolvit cu diplomă de licență Academia de Administrare Publică de pe lângă Președintele Republicii Moldova și deține diplomă de master în drept de la Universitatea Liberă Internațională din Moldova.

### Activitate politică
În 2004, după terminarea studiilor de licență, s-a angajat în calitate de manager de vânzări la o întreprindere cu capital străin. În paralel, în perioada 2013-2019 a fost directoare executivă la o organizație obștească.
A candidat cu numărul 30 pe lista Partidului Acțiune și Solidaritate la alegerile parlamentare din 2021 și a acces în parlament.
În februarie 2023, a fost desemnată șefa Delegației Parlamentului Republicii Moldova la Adunarea Parlamentară a Cooperării Economice la Marea Neagră (APCEMN).